# Evan Jager
Evan Reese Jager (Algonquin, 8 marzo 1989) è un siepista e mezzofondista statunitense, detentore del record continentale e argento olimpico a Rio de Janeiro 2016 nei 3000 m siepi.
Si allena a Portland e a Chiavenna, vive a Portland, ed è sponsorizzato dalla Nike.

## Palmarès
| Anno | Manifestazione   | Sede           | Evento       | Risultato | Prestazione | Note                  |
| ---- | ---------------- | -------------- | ------------ | --------- | ----------- | --------------------- |
| 2008 | Mondiali U20     | Bydgoszcz      | 1500 m piani | 8º        | 3'49"59     |                       |
| 2009 | Mondiali         | Berlino        | 5000 m piani | Batteria  | 13'39"80    |                       |
| 2012 | Giochi olimpici  | Londra         | 3000 m siepi | 6º        | 8'23"87     |                       |
| 2013 | Mondiali         | Mosca          | 3000 m siepi | 5º        | 8'08"67     |                       |
| 2015 | Mondiali         | Pechino        | 3000 m siepi | 7º        | 8'15"47     |                       |
| 2016 | Giochi olimpici  | Rio de Janeiro | 3000 m siepi | Argento   | 8'04"28     |                       |
| 2017 | Mondiali         | Londra         | 3000 m siepi | Bronzo    | 8'15"53     |                       |
| 2022 | Mondiali         | Eugene         | 3000 m siepi | 6º        | 8'29"08     |                       |
| 2022 | Campionati NACAC | Freeport       | 3000 m siepi | Oro       | 8'22"55     | Record dei campionati |

## Campionati nazionali
2009
- Bronzo ai campionati statunitensi, 5000 m piani - 13'22"18

2012
- Oro ai campionati statunitensi, 3000 m siepi - 8'17"40

2013
- Oro ai campionati statunitensi, 3000 m siepi - 8'20"67

2014
- Oro ai campionati statunitensi, 3000 m siepi - 8'18"83

2015
- Oro ai campionati statunitensi, 3000 m siepi - 8'12"29

2017
- Oro ai campionati statunitensi, 3000 m siepi - 8'16"88

2018
- Oro ai campionati statunitensi, 3000 m siepi - 8'20"10

## Altre competizioni internazionali
2014
- Argento in Coppa continentale ( Marrakech), 3000 m siepi - 8'14"08

2015
- Argento alla San Silvestre Vallecana ( Madrid) - 28'54"

2016
- Bronzo al Weltklasse Zürich ( Zurigo), 5000 m piani - 13'16"86

2018
- Bronzo al Weltklasse Zürich ( Zurigo), 3000 m siepi - 8'13"22

2022
- 8º all'Athletissima ( Losanna), 3000 m siepi - 8'16"99